# Eclissi solare del 4 gennaio 1992
L'eclissi solare del 4 gennaio 1992 è un evento astronomico che ha avuto luogo il suddetto giorno attorno alle ore 23.05 UTC. 
L'eclissi, di tipo anulare, è stata visibile in alcune parti dell'Oceania (Australia), del Nord America (USA) e dell'Oceano Pacifico.
La durata della fase massima dell'eclissi è stata di 11 minuti e 41 secondi e l'ombra lunare sulla superficie terrestre raggiunse una larghezza di 340 km.
L'eclissi del 4 gennaio 1992 è diventata la prima eclissi solare nel 1992 e la 208ª nel XX secolo. La precedente eclissi solare si è verificata l'11 luglio 1991, la seguente il 30 giugno 1992.

## Prospetto e visibilità
L'eclissi si è manifestata all'alba locale nell'Oceano Pacifico nord occidentale a circa 240 chilometri a nord ovest dell'isola di Yap; quindi la pseudo umbra della luna si è diretta a sud est, attraversando gli Stati federati di Micronesia e Nauru, Kiribati, parte delle Isole Gilbert, ha attraversato la linea internazionale del cambio di data e si è gradualmente spostata a nord-est. La pseudo-umbra ha coperto l'atollo dell'Isola Baker e ha raggiunto la sua massima eclissi nell'oceano a circa 760 chilometri dalla suddetta isola. In seguito attraversando gli atolli delle Sporadi Equatoriali nell'oceano Pacifico nord-orientale e si è conclusa al confine sud-ovest della California, USA, al tramonto del 4 gennaio .

## Eclissi correlate
L'evento fa parte del ciclo di Saros 141, che si ripete ogni circa 18 anni, 11 giorni e 8 ore, contiene 70 eventi. La serie è iniziata con un'eclissi solare parziale il 19 maggio 1613. Contiene 41 eclissi anulari dal 4 agosto 1739 al 14 ottobre 2460. Non ci sono eclissi totali in questa serie. La serie termina al membro 70 con un'eclissi parziale il 13 giugno 2857. L'eclissi anulare più lunga si è verificata il 14 dicembre 1955, con durata massima di anularità a 12 minuti e 9 secondi. Tutte le eclissi di questa serie si verificano nel nodo ascendente della Luna.

### Eclissi solari 1990 - 1992
Questa eclissi è un membro di una serie semestrale. Un'eclissi in una serie semestrale di eclissi solari si ripete approssimativamente ogni 177 giorni e 4 ore (un semestre) in nodi alternati dell'orbita della Luna.